# Забайкальский солонгой
Забайкальский солонгой (лат. Mustela altaica raddei) — зверёк семейства куньих, подвид солонгоя.

## Распространение
Описан из Кулусутаевского поста близ озера Зун-Торей (Торей-Нур) в Юго-Восточном Забайкалье. Ареал в России включал Забайкалье, Южную Якутию, Приамурье и Приморье; за границами России распространён в восточной части Монголии и в Северо-Восточном Китае. Восточная граница распространения подвида продолжает оставаться плохо изученной. Обитание забайкальского солонгоя достоверно известно на нескольких удаленных друг от друга участках. В междуречье Зеи и Амура и на юге Зейско-Буреинской равнины находится самый крупный изолированный участок обитания солонгоя. Наиболее частые встречи его отмечены в предгорьях Янкана, хребтов Ильтивуса, Петровского и Урушанского, на южных отрогах Станового и Тукурингра. Два другие участка расположены один на правобережье реки Уссури от её устья и Хабаровска на север, до устья реки Бикин на юге, другой на остепнённых участках Приханкайской равнины и хребте Синем. Возможно обитание солонгоя на Чёрных горах Южного Приморья в Надеждинском районе.

## Среда обитания
Биология солонгоя дальневосточной популяции изучена плохо, но, по всей видимости, не отличается от таковой вида в целом. Предпочитает степные и лесостепные угодья. Питается мелкими мышевидными грызунами и птицами. Гон с января по апрель, беременность 30—40 дней, в выводке 1—8 детёнышей.

## Численность
Конкретные данные о состоянии дальневосточной популяции и численности забайкальского солонгоя отсутствуют. В Хабаровском крае (Облученский и Биробиджанский районы) известны территории с довольно значительной плотностью солонгоя, в других районах в 70-80-х годах отмечались единичные его встречи. О состоянии численности солонгоя можно судить лишь по косвенным данным. До 50-х годов он был обычным промысловым видом, но затем его численность стала резко сокращаться. Так, добыча его в Амурской области сократилась с 3000 в 1950 году до 600—800 зверьков в 60-х годах, а в конце 80-х годов составляла не более нескольких десятков в год. Основным фактором, обуславливающим сокращение численности солонгоя, является нарушение естественных биотопов и использование коренных его местообитаний под сельскохозяйственные угодья.

## Охрана
Для охраны забайкальского солонгоя необходимо прежде всего изучение современного распространения и численности его на Дальнем Востоке с целью выявления мест концентрации зверьков и организации заказников на таких участках. Требует уточнения граница распространения забайкальского солонгоя на востоке. К этой работе могли бы подключиться местные специалисты, районные органы по охране природы и заповедники Дальнего Востока. На Дальнем Востоке существует целая сеть заповедников и заказников, на территории которых возможно обитание солонгоя: заповедники Хинганский, Большехехцирский, Сихотэ-Алинский, Уссурийский, Лазовский, Кедровая Падь, Ханкайский, Норский; заказники Хингано-Архаринский, Баджальский, Хехцир, Тумнинский, Ольджиканский, Барсовый.